# Сальково (Чухломский район)
Сальково — деревня в Чухломском муниципальном районе Костромской области. Входит в состав Повалихинского сельского поселения

## География
Находится в северной части Костромской области на расстоянии приблизительно 10 км на северо-восток по прямой от города Чухлома, административного центра района.

## История
Фигурирует на карте 1816 года. В 1872 году здесь было учтено 10 дворов, в 1907 году — 14.

## Население
Постоянное население составляло 61 человек (1872 год), 80 (1897), 73 (1907), 0 как в 2002 году, так и в 2022.